# Етліс Семен Йосипович
Семен Йосипович Етліс (17 березня 1928 — 31 березня 1984) — радянський художник-оформлювач ігрової ляльки.

## Біографія
Народився 17 березня 1928 року.
З 1942 року почав працювати в театрі імені Ленінського комсомолу. Був електриком, бутафором, помічником художника-постановника.
Брав участь у Німецько-радянській війні.
1953 року почав працювати на кіностудії «Союзмультфільм».
Помер 31 березня 1984 року. Могила знаходиться на Востряковському кладовищі у Москві.

## Рецензії, відгуки, критика
Для кіно та естради Етлісом було створено велику кількість ігрових ляльок, всього він взяв участь у створенні близько 100 мультфільмів. Для спрощення їхнього виробництва ним використовувалося складання каркасів ляльок за допомогою фундусної системи шарнірних вузлів. Спільно з Мигуновим Є. Т. Етліс почав застосовувати механізм створення лялькової міміки, кріпильний штатив для ляльок, рухому камеру горизонтального знімального верстата.
На думку Бородіна Г. Н., Семен Етліс (поряд з деякими іншими) відіграв неоціненну роль у відродженні лялькового виробництва на студії «Союзмультфільм».
У своєму інтерв'ю, даному Сергію Капкову в 2019 році, Павло Гусєв відгукувався про Семена Етліса, як про чудового умільця роботи з металу (і слюсар і токар), який розробляв конструкції стрижневих каркасів ляльок.